# São Lourenço da Serra (kommun)
São Lourenço da Serra är en kommun i Brasilien.   Den ligger i delstaten São Paulo, i den sydöstra delen av landet, 900 km söder om huvudstaden Brasília. Antalet invånare är 13 985. Arean är 186 kvadratkilometer. São Lourenço da Serra gränsar till Cotia.
Terrängen i São Lourenço da Serra är platt åt sydost, men åt nordväst är den kuperad.
Följande samhällen finns i São Lourenço da Serra:
- São Lourenço da Serra

I omgivningarna runt São Lourenço da Serra växer i huvudsak städsegrön lövskog. Runt São Lourenço da Serra är det tätbefolkat, med 297 invånare per kvadratkilometer.